# Lasionycta mono
Lasionycta mono là một loài bướm đêm thuộc họ Noctuidae. This species is known only from the type locality ở Sierra Nevada.
The habitat is most likely rocky tundra.
Sải cánh dài khoảng 26 mm.